# Santa Maria del Mercadal (Castellnou dels Aspres)

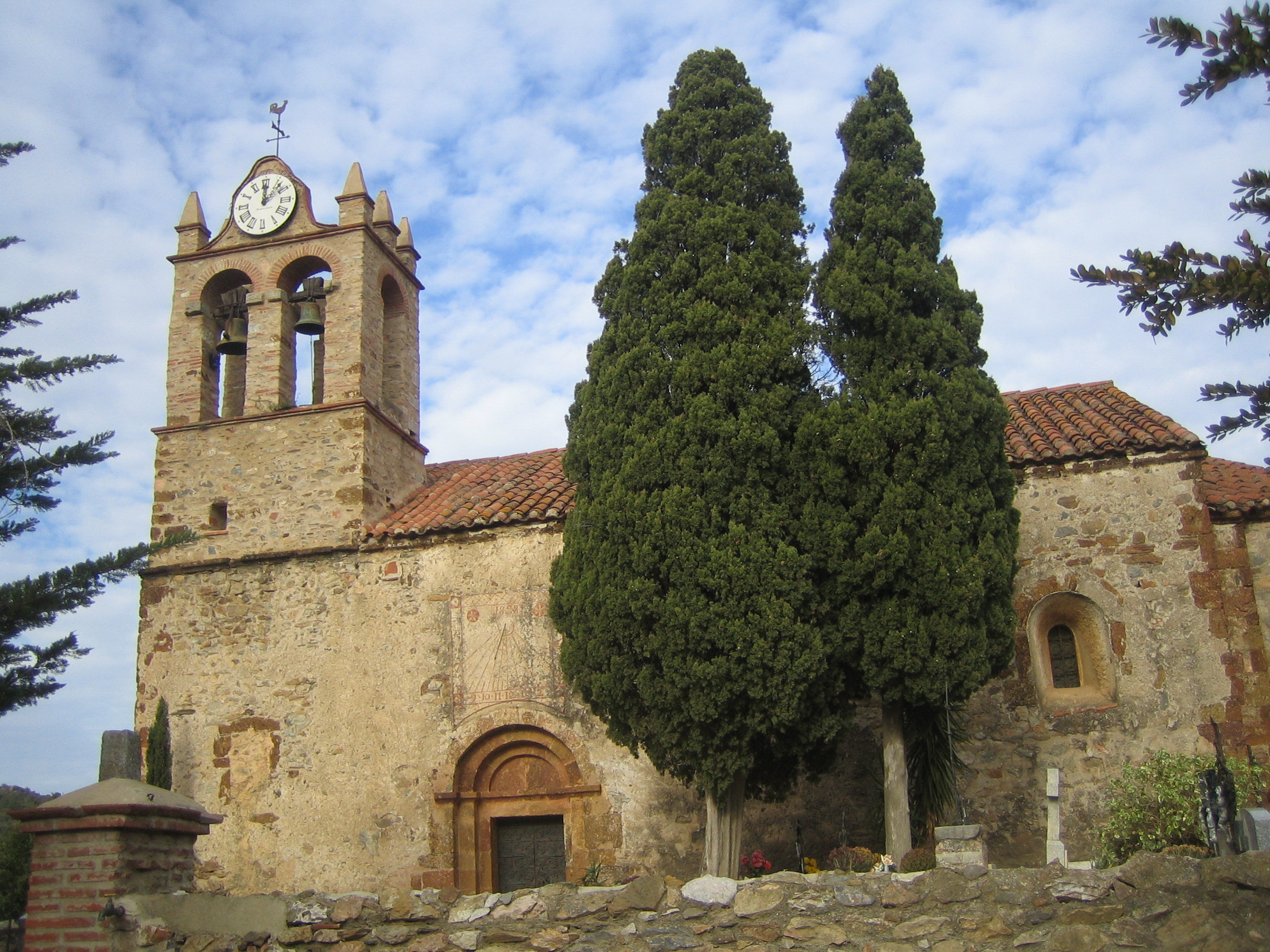
Façana meridional de l'església

Santa Maria del Mercadal (Sainte-Marie du Mercadal en francès) és l'església parroquial de la comuna nord-catalana de Castellnou dels Aspres, a la comarca del Rosselló. Està situada uns cent metres fora del recinte murallat de la vila vella, en un terreny lleugerament elevat sobre el camí que l'envolta.

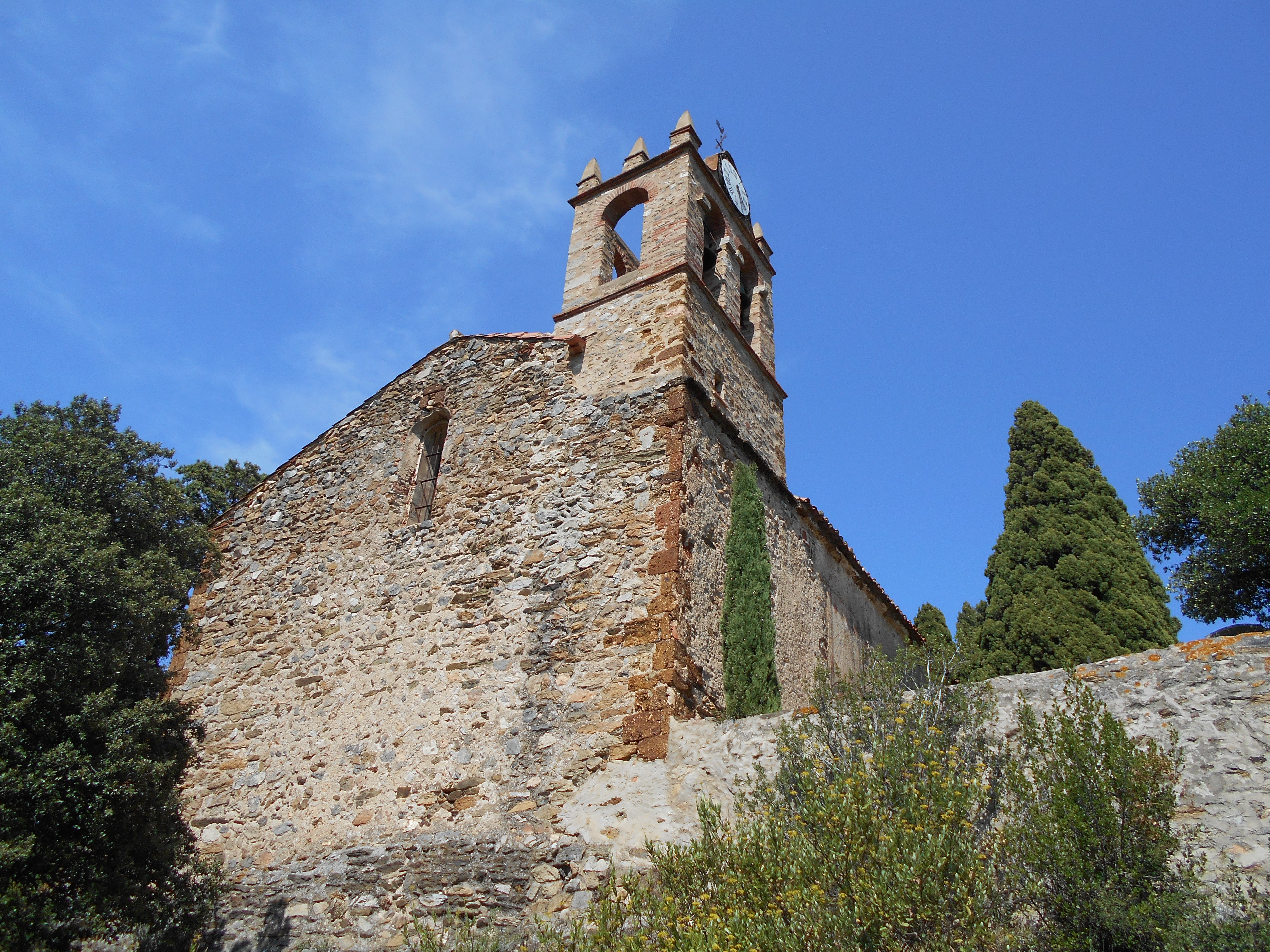
Façana oest de l'església

## Història
Esmentada a la documentació ja el 1259, l'església, situada fora vila, complementava la capella de Sant Pere del castell de Castellnou. L'edifici actual és de començaments del segle xiii, per bé que ha estat considerablement modificat al llarg dels anys i, especialment, engrandit al segle xviii. L'historiador Aymat Catafau ha indicat la probable presència d'una cellera al voltant de Santa Maria, sense testimonis documentals, però. Si de cas, la protecció eclesial no hauria estat ja suficient quan calgué construir les muralles de la població, cap al segle xiii.

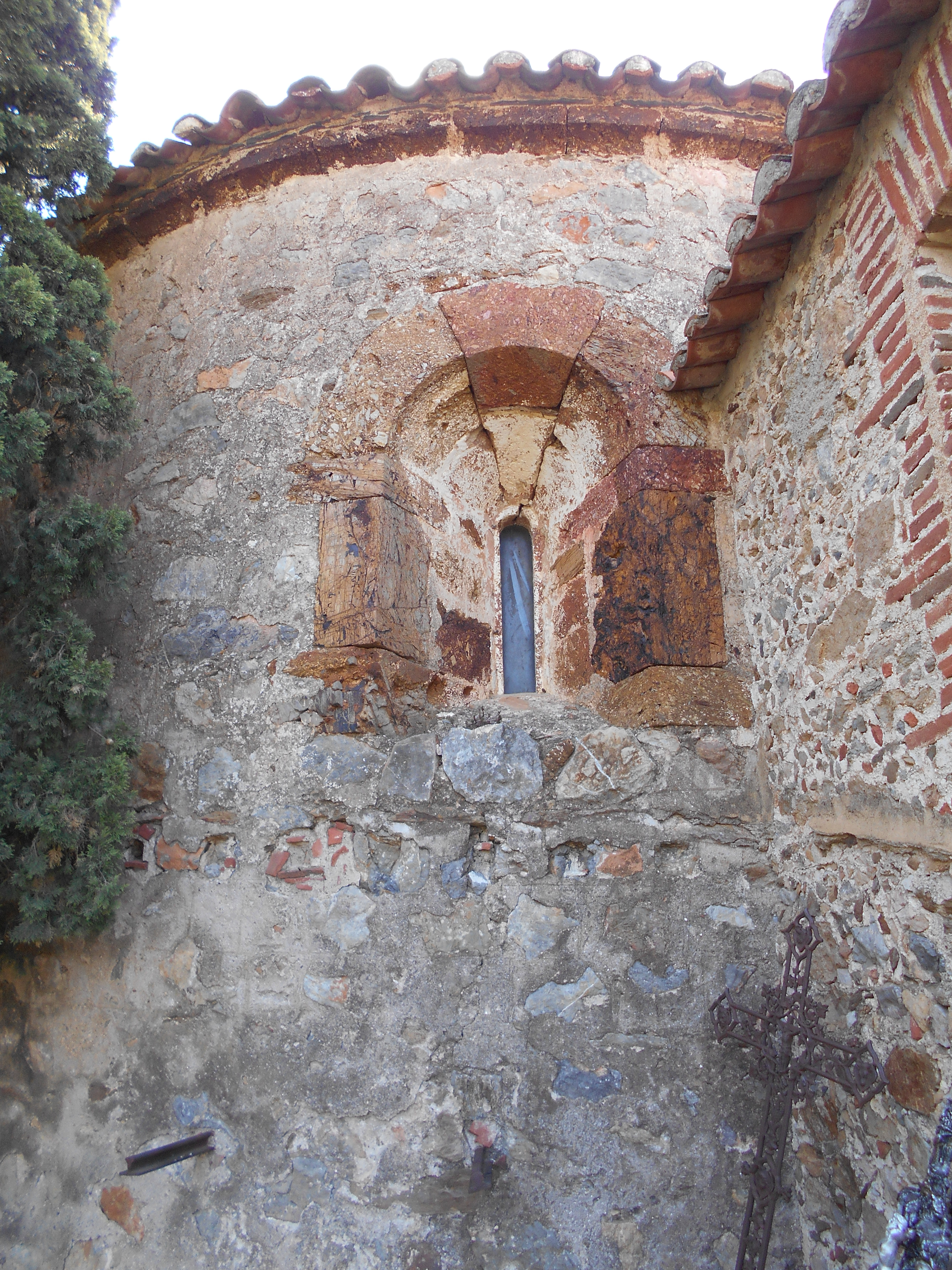
Absis de l'església

El nom de "Mercadal" té relació amb l'espai veí de l'església, on ja a l'època medieval s'hi feia mercat: a causa de l'estratègica posició de Castellnou, entre les comarques del Vallespir, el Conflent i el Rosselló, els pagesos i ramaders hi feien cap per firar-s'hi, especialment llana d'ovella. En el present (2014), als mesos d'estiu s'hi fa un petit mercat cada dimarts.

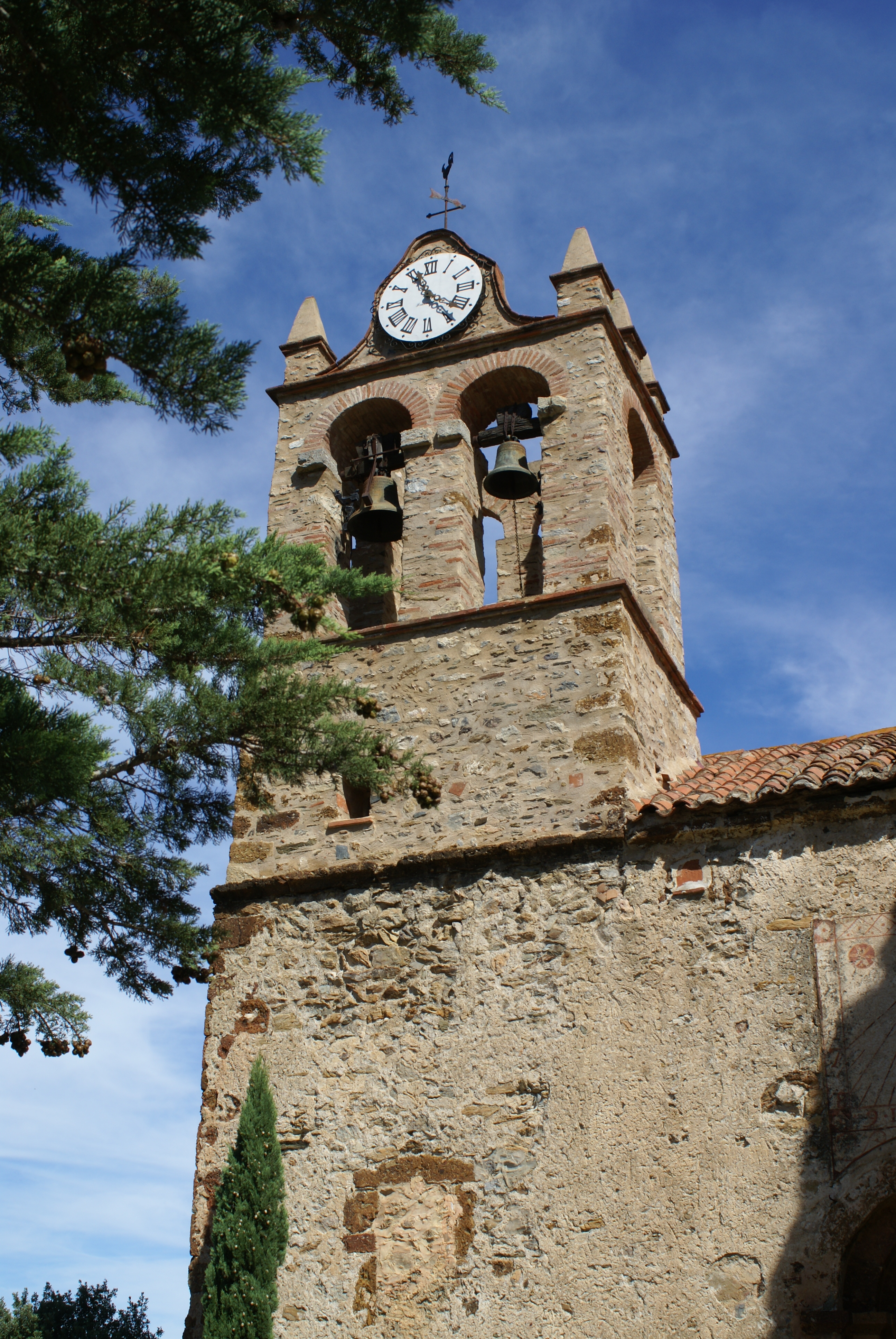
Detall del campanar

Santa Maria va ser declarada Monument històric de França el 22 de novembre del 1972.

## Arquitectura
D'estil romànic, és una església d'una sola nau coberta amb volta de canó, d'on surten tres petites capelles laterals. L'absis és semicircular. Té un notable portal romànic amb tres arcs degradats del segle xii i un timpà semicircular decorat amb pintures d'estil romànic; el remata un rellotge de sol pintat i datat el 1828. La porta mostra una important ferramenta del segle xii. La sagristia, a la part nord-est de l'edifici, és del 1721. El campanar, de torre amb planta quadrada, es va alçar sobre la nau i és de factura gòtica, més moderna; és fet de maons i pedra d'esquist i arrebossat, i el remata un rellotge. Pel defora de l'església, un petit cementiri s'estén pel costat sud.
El mobiliari és d'estil barroc; a destacar, els retaules de l'altar major (segle xviii), de la Mare de Déu (voltants del 1637) i del Roser (datat el 1732). També es conserva una Marededéu amb l'Infant del segle xiv, estàtues (una de les quals, de sant Antoni de Pàdua i una altra de sant Isidor) dels segles xvii i XVIII, una porta amb pintures del segle xii, una creu en ferro forjat (s. XVII), una pintura del Crist del segle xvii... Com a objectes litúrgics, un calze de prop del 1680 i cinc platets de col·lecta, del segle xviii.

## Bibliografia

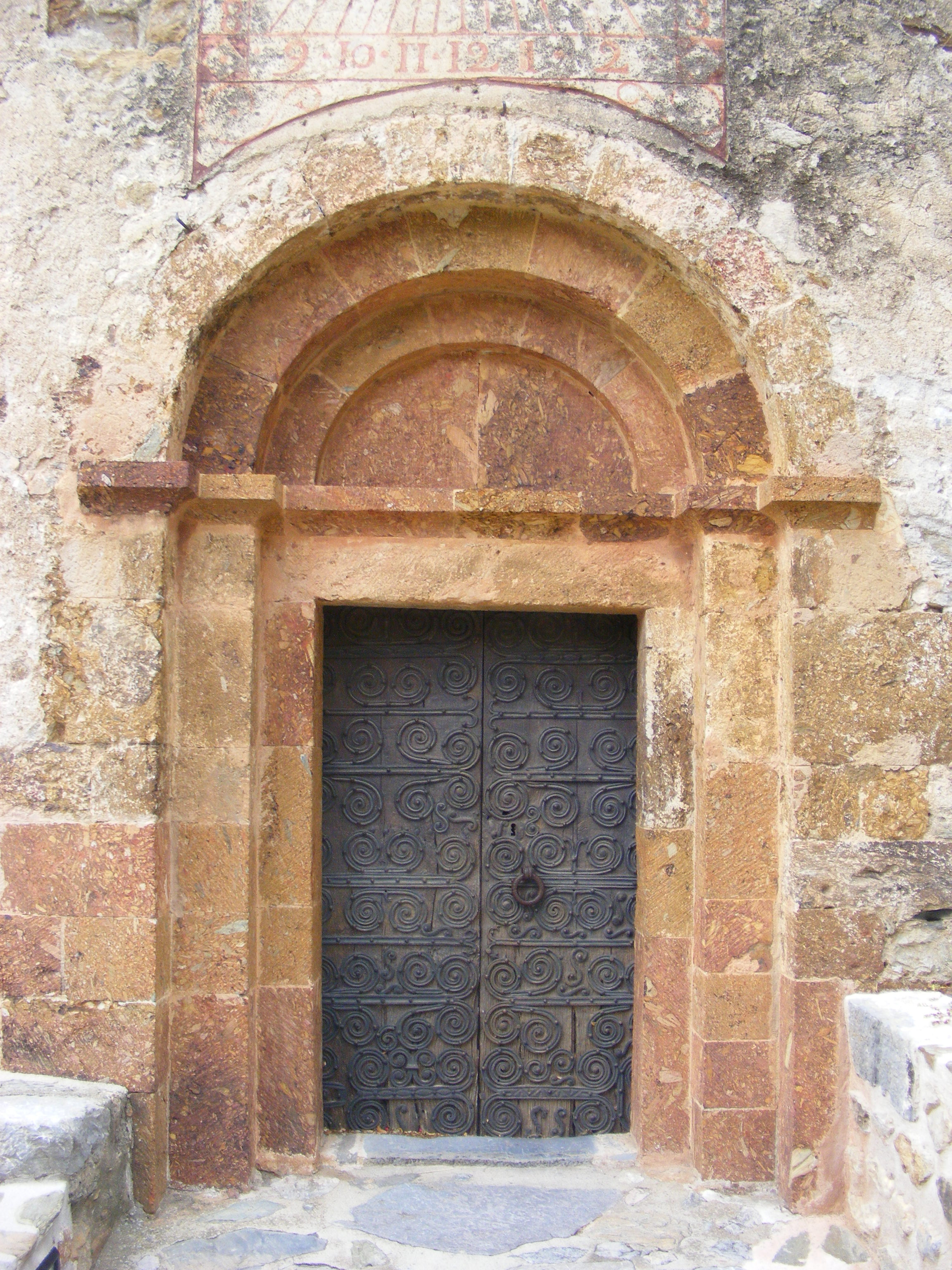
Porta, amb la ferramenta medieval

### L'interior de l'església
| Nau principal, absis | Nau principal, meitat oest |
| Nau principal, absis | Nau principal, meitat oest |

| Els retaules barrocs | Els retaules barrocs       | Els retaules barrocs | Els retaules barrocs |
| -------------------- | -------------------------- | -------------------- | -------------------- |
| Nau principal, absis | Nau principal, meitat oest | Nau principal, absis | Nau principal, absis |
| Altars barrocs       |                            |                      |                      |